# Pandemia de COVID-19 en Estados Federados de Micronesia
Se confirmó que la pandemia de COVID-19 había llegado a los Estados Federados de Micronesia el 8 de enero de 2021.

## Fondo
En diciembre de 2019 se identificó un nuevo coronavirus que causó una enfermedad respiratoria en la ciudad de Wuhan, provincia de Hubei, China, y se informó a la Organización Mundial de la Salud (OMS) el 31 de diciembre de 2019, que confirmó su preocupación el 12 de enero de 2020. La OMS declaró el brote de una Emergencia de Salud Pública de Importancia Internacional el 30 de enero y una pandemia el 11 de marzo.
La tasa de letalidad de COVID-19  es mucho menor que la del SARS , una enfermedad relacionada que surgió en 2002, pero su transmisión ha sido significativamente mayor, lo que ha provocado un número total de muertes mucho mayor.

## Cronología

### Febrero 2020
El 3 de febrero, el presidente de los Estados Federados de Micronesia, David W. Panuelo había firmado una declaración que prohibía a los ciudadanos micronesios viajar a China y otros países afectados.

### Marzo 2020
El 5 de marzo, se había introducido una estricta prohibición de viajar, prohibiendo a cualquier persona que hubiera estado en China en cualquier momento desde enero de 2020 o que hubiera estado en cualquier otro país afectado en los últimos 14 días entrar en el país. A partir del 18 de marzo, todas las escuelas del país también habían sido cerradas. 

### Diciembre 2020
Aunque para finales del año 2020 no se habían reportado casos de COVID-19, el gobierno había asegurado tener un plan de contingencia y de "distanciamiento social" en caso de que la pandemia llegase al estado insular. A finales del mismo año, Micronesia recibió un primer cargamento con 9.800 dosis de la vacuna producida por la farmacéutica Moderna. La campaña de vacunación comenzó el 31 de diciembre con la inoculación del jefe de Estado.

### Enero 2021
El 8 de enero, Micronesia informó de su primer caso de COVID-19 en aislamiento administrado. El mismo día, el presidente del país, David Panuelo, ofreció un discurso televisado en el que instó a sus ciudadanos a "mantener la calma", ya que la situación se encuentra "bajo control". Tres días después, trascendió que el primer caso positivo se trataba de un marino que viajó a Filipinas para realizar reparaciones a una nave oficial. El gobierno de Micronesia confirmó que él positivo ansintomático y otros 11 marinos se encontraban confinados en el barco, anclado frente a la costa de Pohnpei.
El 29 de enero, el caso se consideró negativo e histórico después de las pruebas posteriores de anticuerpos y antígenos dejando al territorio libre del COVID-19 otra vez.